# Sym-fo-19
Sym-fo-19 er et studiealbum udgivet af Hardinger Band først på cd d. 3. november 2017 og siden på LP i december samme år. Albummet består af numre med melodier af Shu-bi-dua-demoer fra 1970'erne, 1980'erne og 1990'erne, tilsat nyere sangtekster. Ifølge bandets hovedmand Michael Hardinger er Sym-fo-19 ment som en afrunding af og et endegyldigt farvel til Shu-bi-dua-epoken.
I januar 2018 havde albummet solgt guld.

## Spor
| #   | Titel                            | Længde |
| --- | -------------------------------- | ------ |
| 1.  | "Andre end dig"                  | 3:47   |
| 2.  | "Paradisvej"                     | 3:25   |
| 3.  | "Lollandia"                      | 3:13   |
| 4.  | "Den hule tand"                  | 4:48   |
| 5.  | "Den lille cowboy"               | 3:04   |
| 6.  | "Et barn er født i Bethlehem"    | 3:03   |
| 7.  | "Udenfor Vejle"                  | 4:01   |
| 8.  | "Ta' den af"                     | 4:37   |
| 9.  | "Hjem og fiks"                   | 2:58   |
| 10. | "Barna B.B. King of Rock'N'Roll" | 1:11   |
| 11. | "Farvelsangen"                   | 3:21   |